# Liste der Gedenktafeln in Berlin-Weißensee
Die Liste der Gedenktafeln in Berlin-Weißensee enthält die Namen, Standorte und, soweit bekannt, das Datum der Enthüllung von Gedenktafeln.
Die Liste ist nicht vollständig.

## Weißensee
| Bild | Name                             | Standort                | Datum der Enthüllung |
| ---- | -------------------------------- | ----------------------- | -------------------- |
|      | Antonplatz                       | Antonplatz              |                      |
|      | Ernst Berendt                    | Albertinenstraße 20     |                      |
|      | Erich Boltze                     | Pistoriusstraße 23      |                      |
|      | Erich Boltze                     | Pistoriusstraße 28      |                      |
|      | Brotfabrik                       | Caligariplatz           |                      |
|      | Carl James Bühring               | Pistoriusstraße 24      |                      |
|      | Anna Ebermann                    | Gürtelstraße 11         |                      |
|      | Peter Fechter                    | Behaimstraße 11         |                      |
|      | Filmstadt Weißensee              | Berliner Allee 249      |                      |
|      | Filmstadt Weißensee              | Caligariplatz           |                      |
|      | Friedhof Weißensee               | Wittlicher Straße 2     |                      |
|      | Gemeindeforum                    | Pistoriusstraße 23      |                      |
|      | Goldene Hausnummer               | Heinersdorfer Straße 24 |                      |
|      | Carl Friedrich Wilhelm Graßnick  | Caligariplatz           |                      |
|      | Carl Friedrich Wilhelm Graßnick  | Caligariplatz           |                      |
|      | Hans Grundig                     | Bernkasteler Straße 78  |                      |
|      | Wieland Herzfelde                | Woelckpromenade 5       |                      |
|      | Otto Hiller                      | Heinersdorfer Straße 24 |                      |
|      | Josef Höhn                       | Börnestraße 20          |                      |
|      | Israelitische Taubstummenanstalt | Parkstraße 22           |                      |
|      | Else Jahn                        | Berliner Allee 23       |                      |
|      | Jüdische Bewohner                | Berliner Allee 62       |                      |
|      | Jüdische Bewohner                | Berliner Allee 73       |                      |
|      | Jüdische Familien                | Berliner Allee 23       |                      |
|      | Jüdischer Friedhof Weißensee     | Herbert-Baum-Straße 45  |                      |
|      | Jüdischer Friedhof Weißensee     | Herbert-Baum-Straße 45  |                      |
|      | Jüdisches Arbeitsheim            | Smetanastraße 53        |                      |
|      | Jugend der DDR                   | Pistoriusstraße 23      |                      |
|      | Werner Klemke                    | Tassostraße 21          |                      |
|      | Werner Klemke                    | Werner-Klemke-Park      |                      |
|      | Werner Klemke                    | Tassostraße 21          |                      |
|      | Jürgen Kuczynski                 | Pistoriusstraße 23      |                      |
|      | Jürgen Kuczynski                 | Pistoriusstraße 23      |                      |
|      | Kunsthochschule Berlin-Weißensee | Bühringstraße 20        |                      |
|      | Miteinander                      | Berliner Allee 229–233  |                      |
|      | Arno Nacher                      | Lehderstraße 62         |                      |
|      | Nationales Aufbauwerk            | Große Seestraße 11      |                      |
|      | Erich Neumann                    | Gürtelstraße 13         |                      |
|      | NS-Opfer                         | Herbert-Baum-Straße 45  |                      |
|      | Walter Runge                     | Berliner Allee 217      |                      |
|      | Frieda Seidlitz                  | Heinersdorfer Straße 32 |                      |
|      | Selman Selmanagić                | Bühringstraße 20        |                      |
|      | Weißensee, Klein Hollywood       | Caligariplatz           |                      |
|      | Weißer See                       | Berliner Allee 125      |                      |